# Lissolepis coventryi
Lissolepis coventryi — вид сцинкоподібних ящірок родини сцинкових (Scincidae). Ендемік Австралії. Вид названий на честь австралійського герпетолога Альберта Джона Ковентрі.

## Опис
Довжина Lissolepis coventryi (без врахування хвоста) становить 8 см, довжина хвоста у 1,5 рази більша за довжину решти тіла.

## Поширення і екологія
Lissolepis coventryi поширені на південному сході Австралії, від південної Вікторії до південно-західної Південної Австралії та до крайнього південного сходу Нового Південного Уельсу. Вони живуть на низинних болотах, на окраїнах лагун, в очеретяних і осокових заростях та в інших прісноводних водно-болотних угіддях. Є живородними.

## Збереження
МСОП класифікує цей вид як такий, що перебуває під загрозою зникнення. Lissolepis coventryi загрожує знищення природного середовища.